# Melese binotata
Melese binotata är en fjärilsart som beskrevs av Walker 1856. Melese binotata ingår i släktet Melese och familjen björnspinnare. Inga underarter finns listade i Catalogue of Life.